# Highway to Hell
Highway to Hell è il sesto album in studio del gruppo musicale australiano AC/DC, pubblicato il 29 luglio 1979 dalla Atlantic Records.
È uno dei più grandi successi del gruppo e l'ultimo pubblicato con il cantante Bon Scott, che sarebbe morto l'anno successivo.
Nel 2003 è stato inserito dalla rivista Rolling Stone alla posizione n. 200 della classifica dei 500 migliori album di tutti i tempi.

## Descrizione
Highway to Hell e il successivo Back in Black rappresentarono l'apice del successo per gli AC/DC e rimangono fra i loro album più apprezzati; Highway to Hell, in particolare, vendette in un solo anno un milione di copie, confermandosi poi come long seller e arrivando a circa quindici milioni di copie vendute. Ottenne grande successo in Francia, dove il gruppo registrerà poco dopo il video concerto AC/DC: Let There Be Rock, probabilmente la loro testimonianza dal vivo più famosa nonché una delle ultime con Bon Scott. È maggiormente hard rock e blues rock, rispetto al successivo che sarà invece hard rock ed heavy metal.
Nel 2003 l'album venne classificato alla posizione 200 nella classifica dei 500 più grandi album di tutti i tempi della rivista Rolling Stone. La canzone più nota del disco è la title track, che viene eseguita regolarmente nei concerti del gruppo. Altre tracce note sono sicuramente Girls Got Rhythm, presentata a Top of the Pops e Shot Down In Flames, eseguita dal vivo in diverse occasioni, tra cui al Live in Plaza de Toros de Las Ventas e il celebre Live at River Plate.

## Tracce
Testi e musiche di Angus Young, Malcolm Young e Bon Scott.
1. Highway to Hell – 3:26
2. Girls Got Rhythm – 3:23
3. Walk All Over You – 5:08
4. Touch Too Much – 4:24
5. Beating Around the Bush – 3:55
6. Shot Down in Flames – 3:21
7. Get It Hot – 2:24
8. If You Want Blood (You've Got It) – 4:32
9. Love Hungry Man – 4:14
10. Night Prowler – 6:13

## Formazione
- Bon Scott - voce
- Angus Young - chitarra
- Malcolm Young - chitarra
- Cliff Williams - basso
- Phil Rudd - batteria

## Classifiche

### Classifiche settimanali
| Classifica (1979–2020) | Posizione massima |
| ---------------------- | ----------------- |
| Australia              | 13                |
| Austria                | 38                |
| Canada                 | 40                |
| Finlandia              | 37                |
| Francia                | 2                 |
| Germania               | 7                 |
| Grecia                 | 3                 |
| Italia                 | 81                |
| Norvegia               | 37                |
| Nuova Zelanda          | 46                |
| Paesi Bassi            | 14                |
| Regno Unito            | 8                 |
| Spagna                 | 67                |
| Stati Uniti            | 17                |
| Svezia                 | 24                |
| Svizzera               | 16                |

### Classifiche di fine anno
| Classifica (1979) | Posizione |
| ----------------- | --------- |
| Australia         | 82        |
| Francia           | 7         |
| Germania          | 81        |
| Classifica (1980) | Posizione |
| Germania          | 4         |
| Stati Uniti       | 41        |

## Curiosità
- L'album fu il primo album degli AC/DC senza cambiamenti a livello di tracce tra la versione australiana e la versione mondiale.
- La particolarità dell'album sta nel fatto che fu prodotta prima la versione mondiale (luglio 1979) e poi quella australiana (novembre 1979) cosa che per gli album precedenti non è avvenuta.
- La prima traccia di questo album, ovvero Highway to Hell, è utilizzata nei titoli di coda dell'episodio Brani Biblici della famosa saga de I Simpson.
- Il famigerato serial killer Richard Ramirez era un grande fan degli AC/DC, in particolare della canzone Night Prowler presente su Highway to Hell. La stessa polizia ammise che Ramirez indossava una maglietta degli AC/DC il giorno della cattura e che lasciò un cappellino degli AC/DC sulla scena di uno dei suoi tanti crimini.
- Nel 2010 la title track viene scelta come colonna sonora nel film Iron man 2, interpretato da Robert Downey Jr.
- La traccia Highway to Hell è stata selezionata per il film Svalvolati on the Road con John Travolta. Si può inoltre notare che uno dei protagonisti, durante il viaggio in moto, indossi una maglia degli AC/DC.
- La traccia If You Want Blood (You've Got It) è stata scelta come brano di apertura per il tour di Power Up nel 2023.